# Mentoehotep (koningin)
Mentoehotep (Oudegyptisch: mn:n:T-Htp:t*p [ Mentoe is tevreden]) was een oud-Egyptische koningin uit de 16e dynastie die naast Djehoeti heerste in de tweede tussenperiode (ca. 1700–1550 v.Chr.)

## Archeologische aanwijzingen
Mentoehotep is vooral van haar sarcofaag bekend, die in 1832 in Thebe werd gelicht en waarvan de inscripties door John Gardner Wilkinson werden gekopieerd.
De sarcofaag is sindsdien zoek, maar de kopieën van de inscripties werden bewaard. Haar naam komt eveneens voor in de rituele tekst op een canopenkist van Djehoeti die deze nooit zelf gebruikte maar ze aan zijn gemalin schonk, zoals uit een dedicatie blijkt. Deze kist geldt dan ook als argument voor de band tussen beide personen.
Mentoehotep wordt op de sarcofaag als dochter van Tjati (vizier) Senebhenaf en een zekere Sobekhotep benoemd.
'Mentoehotep' was in feite een mansnaam, die vooral in de Tweede tussenperiode vaak ook door vrouwen werd gedragen.

### Bijzondere sarcofaaginscripties
Hetgeen de sarcofaag bijzonder maakt zijn de inscripties aan de binnenzijde. Het zijn lange religieuze teksten. Een deel ervan kan als sarcofaagtekst worden aangeduid. Bij een ander gedeelte gaat het om vroege aanwijzingen van het Egyptisch Dodenboek. Voor een paar belangrijke spreuken van het Dodenboek vormt deze sarcofaag tot dan de vroegste aanwijzing. Zij tonen aan dat talrijke spreuken uit deze verzameling reeds voor de tijd van het Nieuwe Rijk zijn ontstaan.

### Datering
Aan de hand van de leeftijd van deze koningin werd wel vaker gepoogd om haar - en daarmee ook haar gemaal Djehoeti - nauwkeuriger in de Tweede tussenperiode in te passen. Men ging er daarbij van uit dat haar vader Senebhenaf de zoon van een andere vizier was met de naam Jaib (vizier), die op zijn beurt onder koning Jaip zou worden gedateerd. Daarmee zou de koningin twee generaties na koning Jaib gedateerd worden. Deze inpassingen volgden uit naamgelijkheid bij beambten die de naam Senebhenaf en Jaib droegen, waarmee een viziersfamilie gereconstrueerd werd. Deze reconstructie kon echter tot op heden niet voldoende overtuigen, omdat het gelijkschakelen van de genoemde personen erg onzeker is.

## Titels
Mentoehotep droeg de koninklijke titels:
- Grote koninklijke vrouwe (hmt-niswt-wrt)
- Khenemetneferhedjet ("Verenigd met de witte kroon") (khnmt-nfr-hdjt).